# Liverpool F.C. mùa bóng 2013–14
Mùa bóng 2013-2014 là mùa bóng lần thứ 122 câu lạc bộ Liverpool tham gia trên các giải đấu và là mùa thứ 22 của giải ngoại hạng Anh. Đến những vòng đấu cuối, họ vẫn đang dẫn đầu bảng. Tuy nhiên trận thua một trận thua và một trận hòa ở những vòng cuối cùng là cú trượt ngã đáng tiếc và Liverpool đành an phận với vị trí á quân ở mùa giải này. Dù vậy họ cũng đạt được một số danh hiệu ở cấp độ cá nhân như Rodgers giành danh hiệu Huấn luyện viên xuất sắc, Suarez đoạt cú đúp Cầu thủ hay nhất Anh và hoàn tất cú ăn bốn danh hiệu cá nhân.

## Chiến thuật mới
Mùa này họ đội hình tấn công đáng gờm và họ khát vọng vô địch. Đội hình tấn công lý tưởng của Liverpool, trong đó Sturridge đá trung phong, Moses và Suarez đảm nhận hai cánh, Coutinho đá hộ công. Một nét mới trong lối chơi mùa này của Liverpool dưới triều đại của Brendan Rodgers chính là đội bóng này đã áp dụng lối chơi tiqui-taca. Brendan Rodgers tuyên bố sẽ áp dụng lối chơi này cho Liverpool với nhiều lo ngại khi khi mà hầu hết những cầu thủ quá quen với phong cách cổ điển lật cánh đánh đầu, đá giản biên, nhồi bóng và không chiến.
Ông đã nhận ra lối chơi của Liverpool có thể áp dụng được vì cơ bản đây là đội bóng có lối chơi tấn công rực lửa, về nhân lực, ở vị trí thủ môn, Liverpool có Pepe Reina, được đánh giá cao hơn cả Victor Valdes. Glen Johnson tấn công đầy kỹ thuật như Daniel Alves. Daniel Agger có phong cách chơi bóng giống Pique, thích nhô cao tham gia tấn công, Luis Suarez từng được người Uruguay so sánh với Messi, dù bản thân Suarez thấy ngượng đến mức đỏ mặt vì sự so sánh này.

## Đội hình
| Số áo    | Tên                  | Quốc tịch   | Vị trí  | Tuổi              |         |         |         |         |         |
| Thủ môn  | Thủ môn              | Thủ môn     | Thủ môn | Thủ môn           | Thủ môn | Thủ môn | Thủ môn | Thủ môn | Thủ môn |
| -------- | -------------------- | ----------- | ------- | ----------------- | ------- | ------- | ------- | ------- | ------- |
| 1        | Brad Jones           | Úc          | GK      | 19 tháng 3, 1982  |         |         |         |         |         |
| 22       | Simon Mignolet       | Bỉ          | GK      | 6 tháng 3, 1988   |         |         |         |         |         |
| Hậu vệ   |                      |             |         |                   |         |         |         |         |         |
| 2        | Glen Johnson         | Anh         | RB/LB   | 23 tháng 8, 1984  |         |         |         |         |         |
| 3        | José Enrique         | Tây Ban Nha | LB      | 23 tháng 1, 1986  |         |         |         |         |         |
| 4        | Kolo Touré           | Bờ Biển Ngà | CB      | 19 tháng 3, 1981  |         |         |         |         |         |
| 5        | Daniel Agger (vc)    | Đan Mạch    | CB      | 12 tháng 12, 1984 |         |         |         |         |         |
| 16       | Hoàng                | Uruguay     | CB      | 7 tháng 10, 1990  |         |         |         |         |         |
| 17       | Mamadou Sakho        | Pháp        | CB/LB   | 13 tháng 2, 1990  |         |         |         |         |         |
| 20       | Aly Cissokho         | Pháp        | LB      | 15 tháng 9, 1987  |         |         |         |         |         |
| 34       | Martin Kelly         | Anh         | RB      | 27 tháng 4, 1990  |         |         |         |         |         |
| 37       | Martin Škrtel        | Slovakia    | CB      | 15 tháng 12, 1984 |         |         |         |         |         |
| 38       | Jon Flanagan         | Anh         | RB      | 1 tháng 1, 1993   |         |         |         |         |         |
| 44       | Brad Smith           | Úc          | LB      | 9 tháng 4, 1994   |         |         |         |         |         |
| Tiền vệ  |                      |             |         |                   |         |         |         |         |         |
| 6        | Luis Alberto         | Tây Ban Nha | AM/CF   | 28 tháng 9, 1992  |         |         |         |         |         |
| 8        | Steven Gerrard (c)   | Anh         | DM      | 30 tháng 5, 1980  |         |         |         |         |         |
| 10       | Philippe Coutinho    | Brasil      | AM/LW   | 12 tháng 6, 1992  |         |         |         |         |         |
| 12       | Victor Moses         | Nigeria     | LW/RW   | 12 tháng 12, 1990 |         |         |         |         |         |
| 14       | Jordan Henderson     | Anh         | CM/RM   | 17 tháng 6, 1990  |         |         |         |         |         |
| 21       | Lucas Leiva          | Brasil      | DM      | 9 tháng 1, 1987   |         |         |         |         |         |
| 24       | Joe Allen            | Wales       | DM/CM   | 14 tháng 3, 1990  |         |         |         |         |         |
| 31       | Raheem Sterling      | Anh         | LW/RW   | 8 tháng 12, 1994  |         |         |         |         |         |
| 33       | Jordon Ibe           | Anh         | RW/LW   | 8 tháng 12, 1995  |         |         |         |         |         |
| 53       | João Carlos Teixeira | Bồ Đào Nha  | AM      | 18 tháng 1, 1993  |         |         |         |         |         |
| Tiền đạo |                      |             |         |                   |         |         |         |         |         |
| 7        | Luis Suárez          | Uruguay     | FW      | 24 tháng 1, 1987  |         |         |         |         |         |
| 9        | Iago Aspas           | Tây Ban Nha | ST/LW   | 1 tháng 8, 1987   |         |         |         |         |         |
| 15       | Daniel Sturridge     | Anh         | ST      | 1 tháng 9, 1989   |         |         |         |         |         |